# Bibliothèque Angelica
La bibliothèque Angelica (en italien : Biblioteca Angelica) est une bibliothèque publique d'État italienne située au 8 piazza Sant'Agostino, à côté de la basilique Sant'Agostino in Campo Marzio, près de la piazza Navona.
Parmi les manuscrits qui forment le fonds de la bibliothèque, on compte 2 700 volumes latins, orientaux ou grecs, dont le Codex Angelicus ; et 24 000 documents « détachés ». Elle possède aussi plus de 1 100 incunables et à peu près 20 000 imprimés du XVIe siècle ; environ 10 000 d'entre eux sont des gravures et cartes géographiques conservées par l'institution. Le fonds de livres contemporains, imposant lui aussi, fait l'objet de prêts.
Par la nature de son fonds, la bibliothèque représente un centre de référence incontournable pour qui veut étudier non seulement la pensée de saint Augustin et l'histoire des Augustins, mais aussi celle de la Réforme protestante et de la Contre-Réforme.

## Histoire
L’histoire de la bibliothèque Angelica se divise en trois phases. La première débute dès la fondation du couvent Sant’Agostino di Roma en 1287, car il est certain que, déjà, les frères augustins possédaient un corpus de livres dédiés aux chants choraux, aux messes et à la formation des frères ainsi qu’à usage personnel. Les premières traces de cette bibliothèque datent de 1328, au moment de l'entrée en force de Louis IV (empereur du Saint-Empire) à Rome, alors que les frères augustins réussissent à soustraire des livres et d'autres biens précieux du pillage.
Ce n'est qu'au moment de l'adjonction de la collection d'Angelo Rocca à celle déjà existante de la bibliothèque du couvent que la bibliothèque entre dans la deuxième phase de son existence, en 1604. Fondée à ce moment, la bibliothèque Angelica est la deuxième bibliothèque publique d'Italie (après la bibliothèque Malatestiana de Cesena, ouverte au public en 1454,), suivie, en 1609, par la bibliothèque Ambrosienne de Milan, toutes deux précédées toutefois par la bibliothèque Bodléienne d'Oxford, ouverte à la fin de 1602.
La bibliothèque Angelica est fondée grâce au legs de l'évêque des Marches Angelo Rocca (1546-1620), à qui elle doit son nom. Cet évêque, un augustin, donne sa riche collection de livres aux frères de son ordre présents à Rome, la dote de ses propres revenus et prescrit qu'elle soit ouverte à tous, sans aucune restriction. Le fonds de la bibliothèque commença très vite à se développer grâce à de nouveaux dons : en 1661, Lukas Holste, gardien de la Bibliothèque apostolique vaticane, laisse sa vaste collection d'imprimés aux augustins de la bibliothèque Angelica ; en 1762, grâce aux revenus précités, on fait l'acquisition de la bibliothèque du cardinal Domenico Passionei, mort l'année précédente. Cette acquisition double en pratique le fonds de la bibliothèque et en détermine en grande partie l'orientation scientifique : en effet, le cardinal Passionei a été légat pontifical dans divers pays de l'Europe protestante et y a acquis un très grand nombre de livres religieux et polémiques ; il a notamment été légat dans le milieu du jansénisme romain. C'est à cet accroissement de la collection qu'on doit l'aménagement actuel de la bibliothèque, qui a été confié à l'architecte Luigi Vanvitelli et terminé en 1765.
En 1873, comme le prévoit la loi de liquidation des biens ecclésiastiques adoptée six ans plus tôt, la bibliothèque est acquise par le nouvel État italien, et entame la troisième phase de son existence. L'enrichissement du fonds de la bibliothèque se poursuit aussi pendant cette période : en 1919, on y ajoute une collection importante d'œuvres publiées par Giambattista Bodoni et, à la fin du siècle, la curieuse collection de 954 livrets d'opéra du XIXe siècle qui appartenait à Nicola Santangelo (it), ancien ministre de l'Intérieur du royaume des Deux-Siciles et mélomane passionné.
Depuis 1940, la bibliothèque Angelica est le siège de l'Académie d'Arcadie, dont elle conserve, entre autres, le fonds (environ 4 000 pièces).
Depuis 1975, elle relève du ministère pour les Biens et les Activités culturels. La même année, elle fait l'acquisition de la collection de livres du critique littéraire Arnaldo Bocelli (it).

## Style architectural
Une des premières formes de la bibliothèque Angelica fut celle dessinée par Borromini au courant du 17e siècle. Il s’agissait d’une bibliothèque baroque à système mural.
Sa forme actuelle résulte des remaniements opérés par Luigi Vanvitelli, l'architecte chargé de rebâtir, en 1753, le couvent et la bibliothèque. Cette nouvelle forme offre un rare exemple de bibliothèque murale sur trois niveaux. Le premier niveau est constitué de hautes étagères murales accessibles par des échelles, alors que l’accès aux deux galeries supérieures, aussi légères que le permettait la technique de l’époque, posait un défi à l’architecte. Il a dissimulé des portes dans des socles qui soutiennent des bustes disséminés aux quatre angles de la pièce: ces portes donnent accès à des escaliers cachés à l’intérieur des murs. Ces escaliers mènent à des portes, ménagées dans des étagères pivotantes, qui ouvrent sur les galeries ou sur des réserves.